# Catedral metropolitana de Aracaju
La catedral Metropolitana de Aracaju o bien catedral Arquidiocesana de Nuestra Señora de la Concepción y también llamada iglesia de Nuestra Señora de la Concepción (en portugués: Catedral Arquidiocesana Nossa Senhora da Conceição; Igreja Nossa Senhora da Conceição) es un templo religioso de la Iglesia católica dedicado a Nossa Senhora da Conceição que fue construido en 1862 en Aracaju en el país sudamericano de Brasil, pero que sólo fue inaugurada el 22 de diciembre de 1875. Se convirtió en la catedral el 3 de enero de 1910. Su arquitectura está vinculada a los elementos llamativos de neoclasicismo y los arcos neogóticos. Fue incluida por decreto número 6819 del 28 de enero de 1985.
El templo sigue el rito romano o latino y funciona como la sede de la arquidiócesis de Aracaju (Archidioecesis Aracaiuensis) que fue creada en 1910 mediante la bula "Divina disponente clementia" del papa Pío X.